# ویلیام دالتون

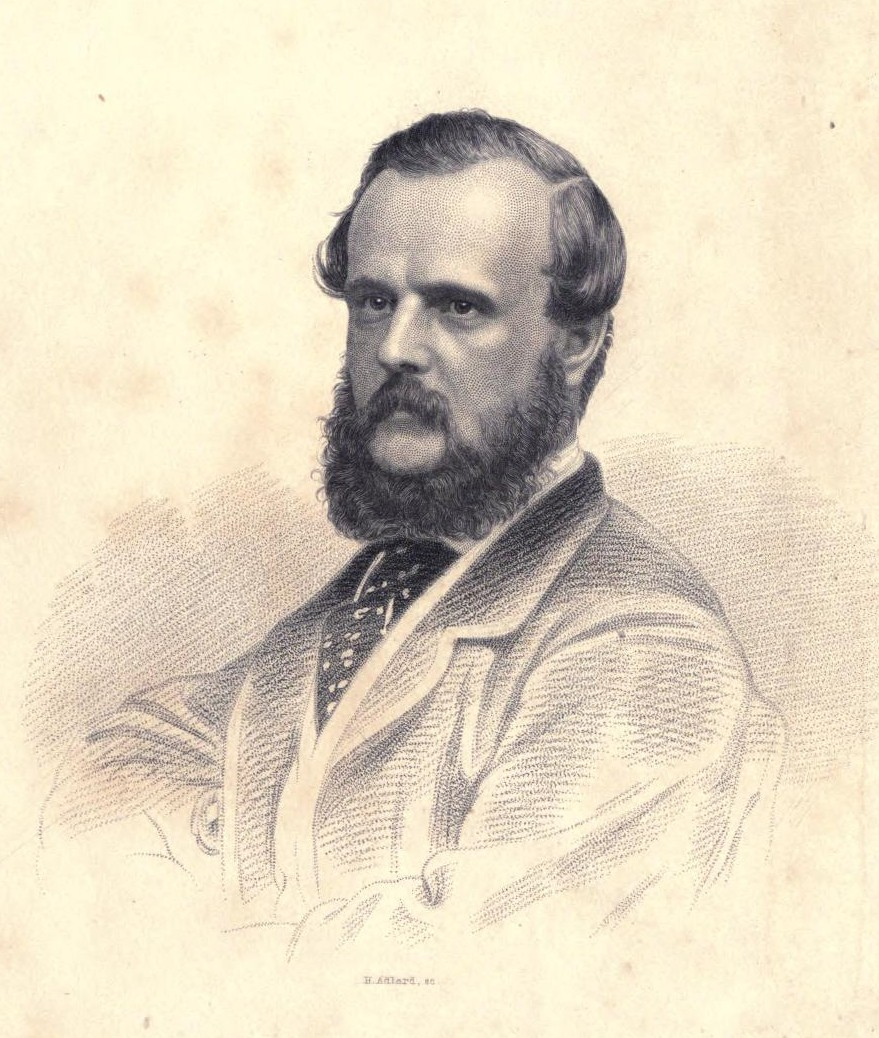

ویلیام دالتون (انگلیسی: William Dalton) نویسنده انگلیسی داستان‌های ماجراجویی برای جوانان در مکان‌هایی مانند چین، ژاپن و پرو بود.
 او بیشتر از کتاب‌هایش را در طول یک دوره هفت ساله میان در مورد ۱۸۵۷ به ۱۸۶۴ نوشت. او همچنین سردبیر دیلی تلگراف در برحه‌ای از زمان بود. دالتون بدعت‌گذار نوشتن داستان واقعی ویلیام آدامز (دریانورد) بود، نام کتاب ویل آدامز، اولین انگلیسی در ژاپن (۱۸۶۱) بود.